# Mammillaria boolii
Mammillaria boolii (укр. маміля́рія Бу́ля) — сукулентна рослина з роду мамілярія родини кактусових.

## Назва

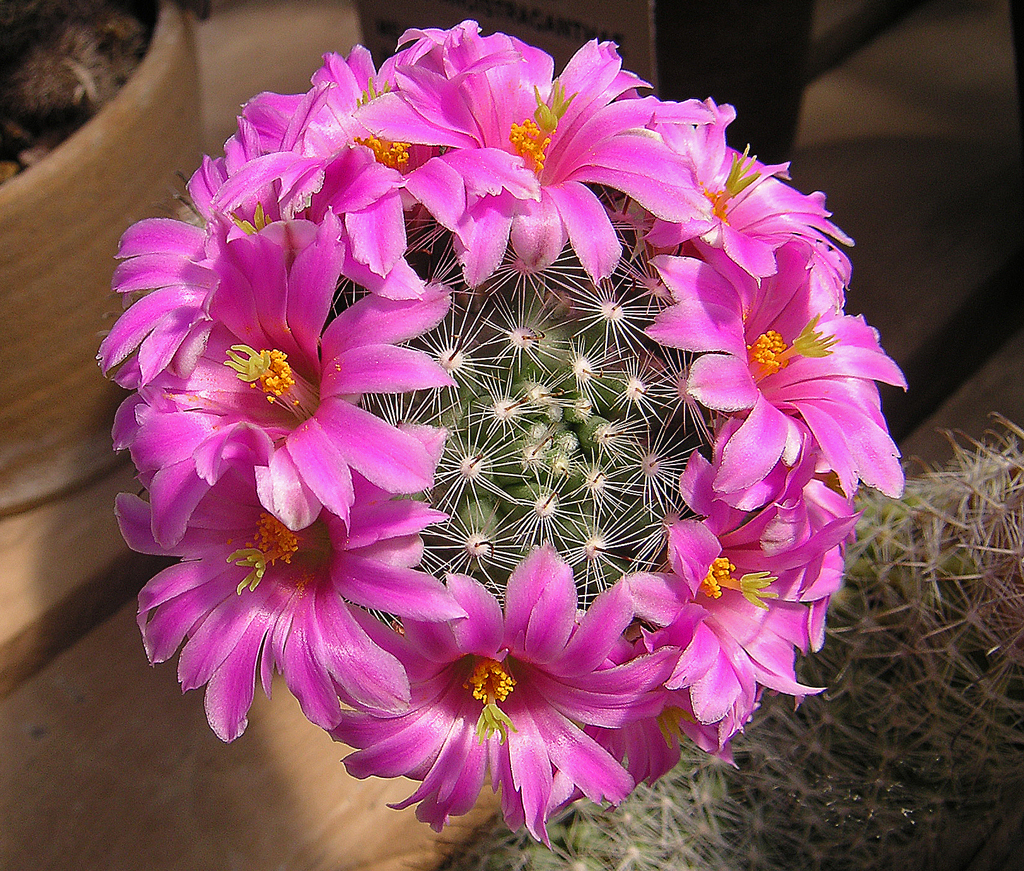
Загальний вигляд квітучої рослини

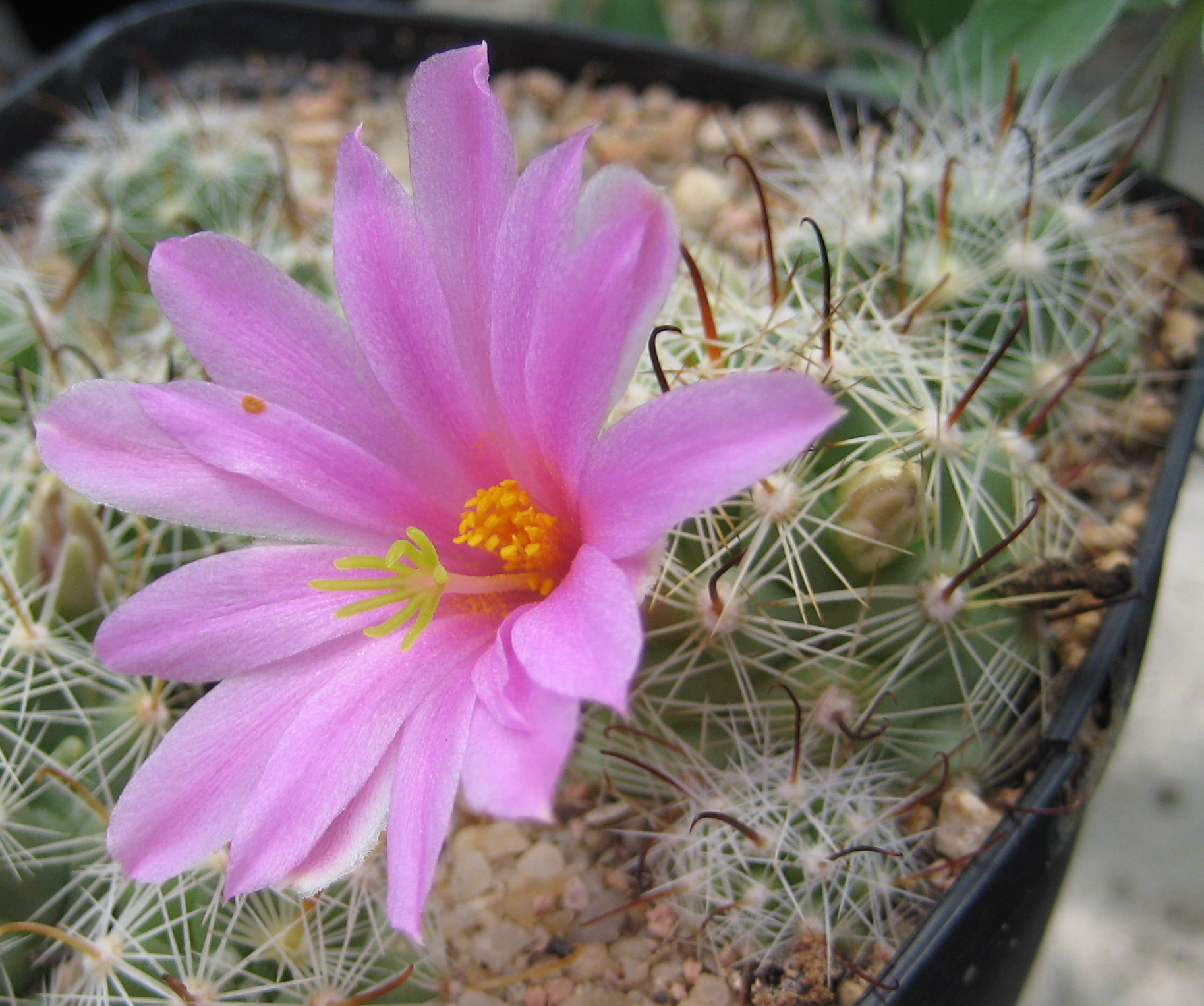
Квітка мамілярії Буля

Видову назву цій рослині Джордж Едмунд Ліндсей дав на честь Герберта Буля (англ. Herbert W. Bool), засновника ботанічногосаду у Фініксі, штат Аризона..

## Поширення
Mammillaria boolii є ендемічною рослиною Мексики. Ареал лежить в межах мексиканського штату Сонора, де цей кактус трапляється на висоті рівня моря поблизу Сан-Педро-Бей, Енсенада-Гранде, Сан-Карлос-Бей. Рослина зростає на кам'янистих ґрунтах. Вид поширений у декоративному садівництві як об'єкт колекціонування кактусоводів. 

## Опис
Рослина зазвичай одиночна, іноді з «дітками». У природному середовищі може бути зануреною практично до рівня землі.
| Орган              | Опис |
| Коріння            | |
| Стебло             | кулясте, в культурі може бути коротко-циліндричне або бочкоподібне, до 3,5 см заввишки, 3 см в діаметрі. Верхівка плоска.                                 |
| Епідерміс          | блідо-сіро-зелений. |
| Маміли             | круглі, сферичні, без молочного соку. |
| Ареоли             | |
| Аксили             | голі. |
| Центральні колючки | 1, шило-подібні, з міцними гачками, від жовтих до жовтувато-коричневих, з темнішими кінцями, завдовжки 15-20 мм.                                          |
| Радіальні колючки  | приблизно 20, голчасті, сплюснуті від поверхні основи, білі, до 15 мм завдовжки.                                                                          |
| Квіти              | великі, рожеві або лавандово-рожеві з більш блідими полями, до 25 мм завдовжки і в діаметрі (є повідомлення від 2 до 5 см), рильця маточки світло-зелені. |
| Плоди              | довгі, булавоподібні, помаранчеві. |
| Насіння            | чорне. |

## Охоронні заходи
Mammillaria boolii внесена до Червоного списку Міжнародного союзу охорони природи видів, близьких до загрозливого стану (NT) через невеликий розмір ареалу. Деякі місця зростання були зруйновані через розвиток міст.
У Мексиці цей вид занесений до національного переліку видів, що перебувають під загрозою зникнення, де він включений до категорії „підлягають особливій охороні“.
Охороняється Конвенцією про міжнародну торгівлю видами дикої фауни і флори, що перебувають під загрозою зникнення (CITES).